# Gaudichaudius iphionelloides
Gaudichaudius iphionelloides är en ringmaskart som först beskrevs av Herbert Parlin Johnson 1901.  Gaudichaudius iphionelloides ingår i släktet Gaudichaudius och familjen Polynoidae. Inga underarter finns listade i Catalogue of Life.